# Premio al mejor Baloncestista Masculino del Año de la Southland Conference
El Premio al mejor Baloncestista Masculino del Año de la Southland Conference (en inglés, Southland Conference Men's Basketball Player of the Year) es un galardón que otorga la Southland Conference al jugador de baloncesto masculino más destacado del año. El premio fue entregado por primera vez en la temporada 1963–64. Cinco jugadores han ganado el premio en dos ocasiones: Jerry Rook, Larry Jeffries, Andrew Toney, Ryan Stuart y Thomas Walkup. Ningún jugador ha ganado el premio tres veces. Ha habido dos años con doble ganador del premio, en las temporadas 1970-71 y 1990-91.
McNeese es las universidad con más premios con diez, seguida de UL-Monroe y Stephen F. Austin con siete. 

## Ganadores

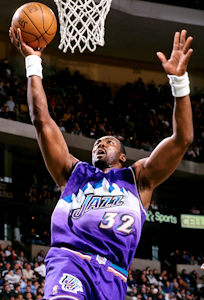
Karl Malone ganó el premio en 1983 antes de convertirse en el segundo máximo anotador en la historia de la NBA.

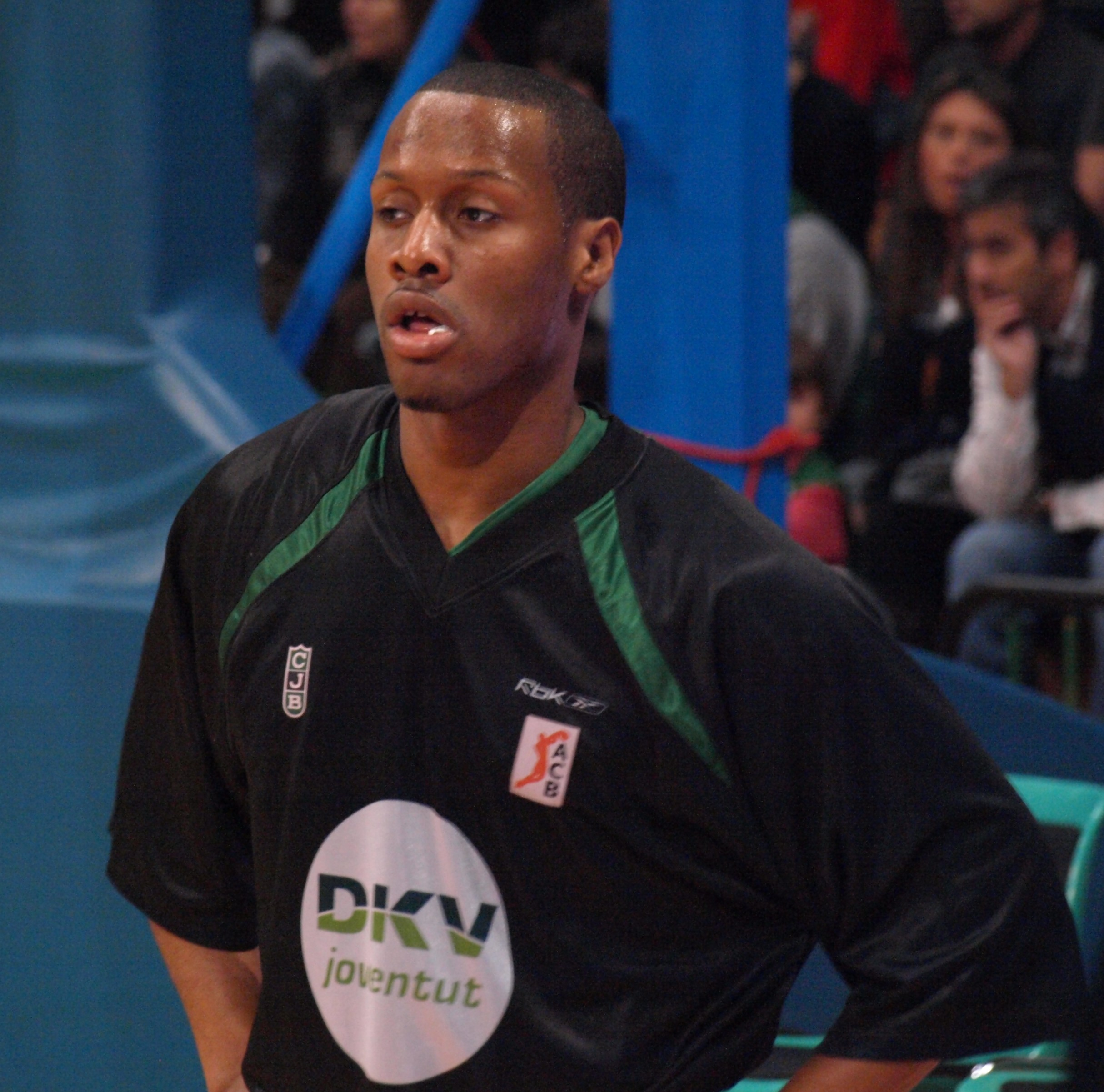
Demond Mallet ganó el premio en 2001 con McNeese.

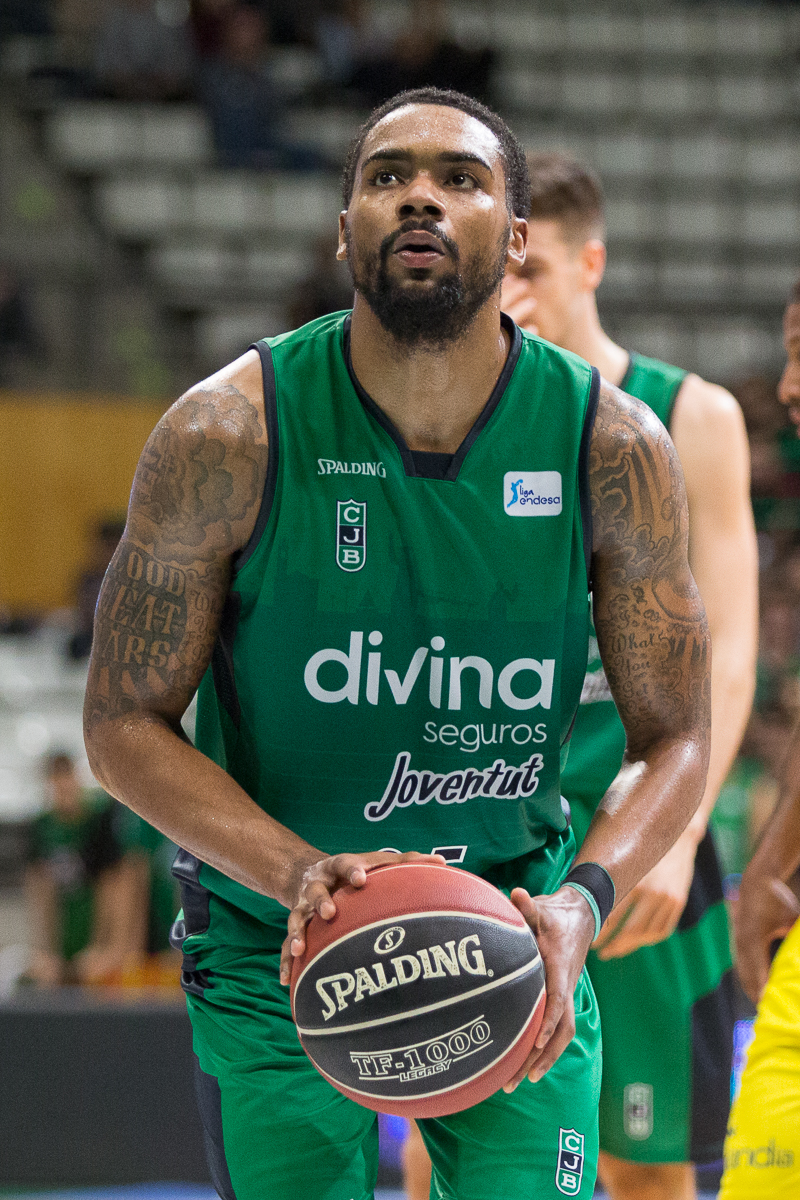
Patrick Richard ganó el premio en 2012 con McNeese.

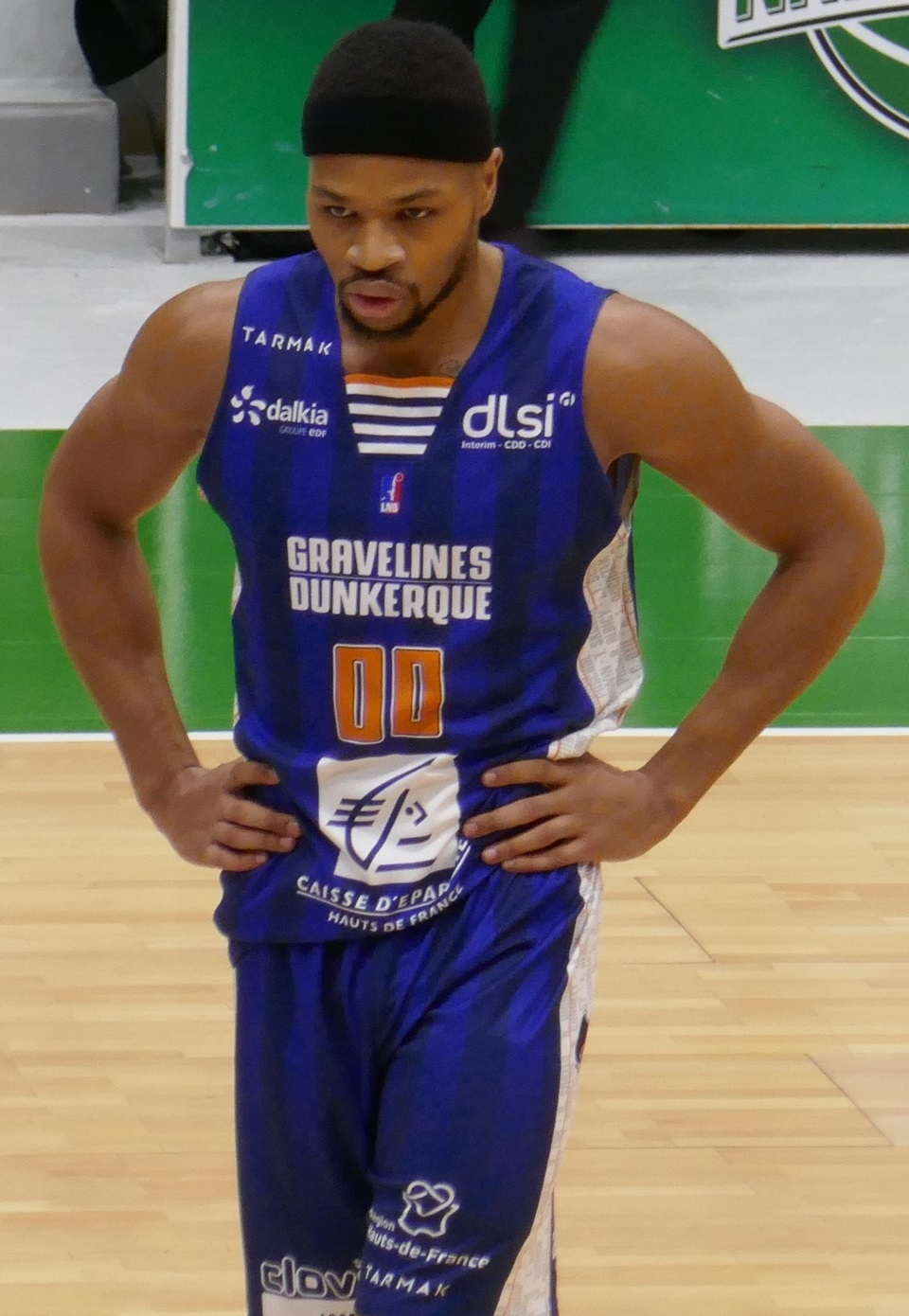
Taylor Smith, de Stephen F. Austin ganó el premio en 2013.

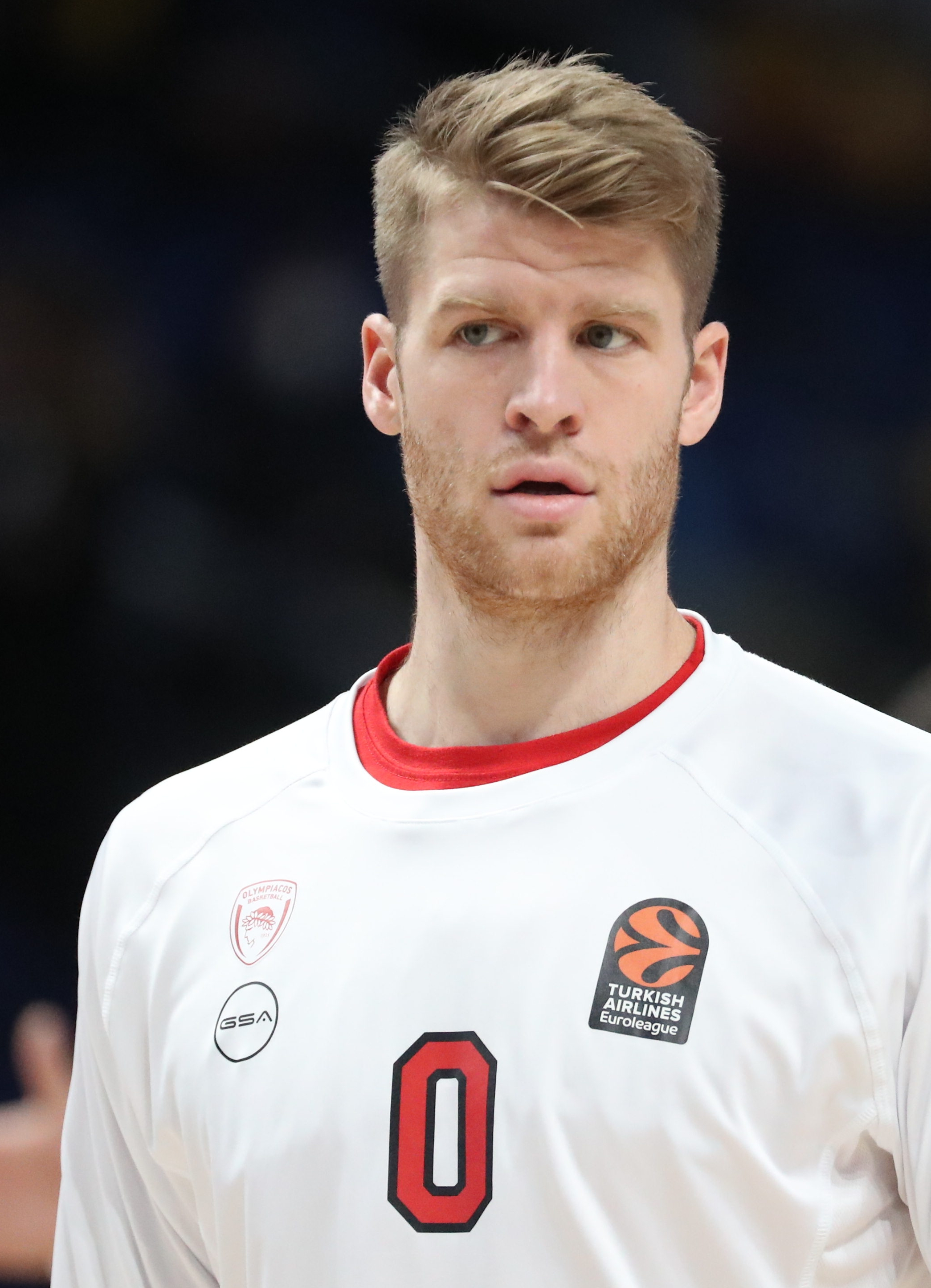
Thomas Walkup, de Stephen F. Austin ganó el premio en 2015 y 2016.

| †           | Cojugadores del año                                                                                                 |
| *           | Ganador del premio al mejor universitario del año: el Naismith College Player of the Year o el John R. Wooden Award |
| Jugador (X) | Denota el número de veces que ha conseguido el galardón                                                             |

| Temporada | Jugador            | Universidad              | Posición      | Curso     | Referencia |
| --------- | ------------------ | ------------------------ | ------------- | --------- | ---------- |
| 1963–64   | Jerry Rook         | Arkansas State           | Alero         | Junior    |            |
| 1964–65   | Jerry Rook (2)     | Arkansas State           | Alero         | Senior    |            |
| 1965–66   | John Dickson       | Arkansas State           | Pívot         | Senior    |            |
| 1966–67   | Larry Jeffries     | Trinity                  |               | Sophomore |            |
| 1967–68   | John Ray Godfrey   | Abilene Christian        |               |           |            |
| 1968–69   | Larry Jeffries (2) | Trinity                  |               | Senior    |            |
| 1969–70   | Kenny Haynes       | Lamar                    | Base/Escolta  | Senior    |            |
| 1970–71†  | Luke Adams         | Lamar                    |               | Senior    |            |
| 1970–71†  | Allan Pruett       | Arkansas State           |               | Senior    |            |
| 1971–72   | Dwight Lamar       | UL-Lafayette             | Escolta       | Junior    |            |
| 1972–73   | Mike Green         | Louisiana Tech           | Pívot         | Senior    |            |
| 1973–74   | Steve Brooks       | Arkansas State           |               | Senior    |            |
| 1974–75   | Henry Ray          | McNeese                  |               | Sophomore |            |
| 1975–76   | Mike McConathy     | Louisiana Tech           | Escolta       | Junior    |            |
| 1976–77   | Dan Henderson      | Arkansas State           |               | Senior    |            |
| 1977–78   | Andrew Toney       | UL-Lafayette             | Base/Escolta  | Sophomore |            |
| 1978–79   | David Lawrence     | McNeese                  | Ala-Pívot     | Junior    |            |
| 1979–80   | Andrew Toney (2)   | UL-Lafayette             | Base/Escolta  | Senior    |            |
| 1980–81   | Mike Olliver       | Lamar                    | Base          | Senior    |            |
| 1981–82   | Albert Culton      | UT Arlington             | Alero         | Senior    |            |
| 1982–83   | Karl Malone        | Louisiana Tech           | Ala-Pívot     | Sophomore |            |
| 1983–84   | Tom Sewell         | Lamar                    | Escolta       | Junior    |            |
| 1984–85   | Joe Dumars         | McNeese                  | Base/Escolta  | Senior    |            |
| 1985–86   | Bobby Jenkins      | UL-Monroe                |               | Senior    |            |
| 1986–87   | Jerome Batiste     | McNeese                  | Alero         |           |            |
| 1987–88   | Tony Worrell       | North Texas              |               | Senior    |            |
| 1988–89   | Deon Hunter        | North Texas              | Base          | Senior    |            |
| 1989–90   | Anthony Pullard    | McNeese                  | Pívot         | Senior    |            |
| 1990–91†  | Carlos Funchess    | UL-Monroe                | Base/Escolta  | Senior    |            |
| 1990–91†  | Anthony Jones      | UL-Monroe                |               | Senior    |            |
| 1991–92   | Ryan Stuart        | UL-Monroe                | Alero         | Junior    |            |
| 1992–93   | Ryan Stuart (2)    | UL-Monroe                | Alero         | Senior    |            |
| 1993–94   | Eric Kubel         | Northwestern State       | Pívot         | Senior    |            |
| 1994–95   | Reggie Jackson     | Nicholls State           | Escolta       | Senior    |            |
| 1995–96   | Paul Marshall      | UL-Monroe                | Escolta       | Junior    |            |
| 1996–97   | Rosell Ellis       | McNeese                  | Alero         | Senior    |            |
| 1997–98   | Roderic Hall       | UT San Antonio           | Base/Escolta  | Sophomore |            |
| 1998–99   | Donte Mathis       | Texas State              | Base          | Senior    |            |
| 1999–00   | Mike Smith         | UL-Monroe                | Ala-Pívot     | Senior    |            |
| 2000–01   | Demond Mallet      | McNeese                  | Base          | Senior    |            |
| 2001–02   | McEverett Powers   | UT San Antonio           | Ala-Pívot     | Senior    |            |
| 2002–03   | Donald Cole        | Sam Houston State        | Alero         | Sophomore |            |
| 2003–04   | LeRoy Hurd         | UT San Antonio           | Alero         | Senior    |            |
| 2004–05   | Joe Thompson       | Sam Houston State        | Alero/Escolta | Sophomore |            |
| 2005–06   | Ricky Woods        | Southeastern Louisiana   | Alero         | Junior    |            |
| 2006–07   | Chris Daniels      | Texas A&M-Corpus Christi | Pívot         | Junior    |            |
| 2007–08   | Josh Alexander     | Stephen F. Austin        | Alero         | Junior    |            |
| 2008–09   | Matt Kingsley      | Stephen F. Austin        | Pívot         | Senior    |            |
| 2009–10   | Marquez Haynes     | UT Arlington             | Base/Escolta  | Senior    |            |
| 2010–11   | Gilberto Clavell   | Sam Houston State        | Alero         | Senior    |            |
| 2011–12   | Patrick Richard    | McNeese State            | Escolta/Alero | Senior    | [ 1 ]      |
| 2012–13   | Taylor Smith       | Stephen F. Austin        | Ala-Pívot     | Senior    | [ 2 ]      |
| 2013–14   | Jacob Parker       | Stephen F. Austin        | Ala-Pívot     | Junior    | [ 3 ]      |
| 2014–15   | Thomas Walkup      | Stephen F. Austin        | Escolta/Alero | Junior    | [ 4 ]      |
| 2015–16   | Thomas Walkup (2)  | Stephen F. Austin        | Escolta/Alero | Senior    | [ 5 ]      |
| 2016–17   | Erik Thomas        | New Orleans              | Alero         | Senior    | [ 6 ]      |
| 2017–18   | Jordan Howard      | Central Arkansas         | Escolta       | Senior    | [ 7 ]      |
| 2018–19   | Cameron Delaney    | Sam Houston State        | Escolta       | Senior    | [ 8 ]      |
| 2019–20   | Kevon Harris       | Stephen F. Austin        | Escolta       | Senior    | [ 9 ]      |
| 2020–21   | Zach Nutall        | Sam Houston State        | Escolta       | Junior    | [ 10 ]     |
| 2021–22   | Ty Gordon          | Nicholls                 | Base          | Graduado  | [ 11 ]     |
| 2022–23   | DeMarcus Sharp     | Northwestern State       | Base          | Senior    | [ 12 ]     |
| 2023–24   | Shahada Wells      | McNeese                  | Escolta       | Graduado  | [ 13 ]     |
| 2024–25   | Javohn Garcia      | McNeese                  | SG            | Senior    | [ 14 ]     |

## Ganadores por universidad
Exmiembros de la conferencia se indican en rosa.
| Universidad (en Southland desde) | Premios | Años                                                       |
| -------------------------------- | ------- | ---------------------------------------------------------- |
| McNeese (1972)                   | 10      | 1975, 1979, 1985, 1987, 1990, 1997, 2001, 2012, 2024, 2025 |
| Louisiana–Monroe                 | 7       | 1986, 1991, 1992, 1993, 1996, 2000                         |
| Stephen F. Austin (1987/2024)    | 7       | 2008, 2009, 2013, 2014, 2015, 2016, 2020                   |
| Arkansas State (1963)            | 6       | 1964, 1965, 1966, 1971, 1974, 1977                         |
| Sam Houston (1987)               | 5       | 2003, 2005, 2011, 2019, 2021                               |
| Lamar (1963/1999/2022)           | 4       | 1970, 1971†, 1981, 1984                                    |
| Louisiana Tech                   | 3       | 1973, 1976, 1983                                           |
| Louisiana–Lafayette              | 3       | 1972, 1978, 1980                                           |
| UTSA (1991)                      | 3       | 1998, 2002, 2004                                           |
| Nicholls (1991)                  | 2       | 1995, 2023                                                 |
| Northwestern State (1987)        | 2       | 1994, 2022                                                 |
| North Texas                      | 2       | 1988, 1989                                                 |
| Trinity (1963)                   | 2       | 1967, 1969                                                 |
| Texas–Arlington (1963)           | 2       | 1982, 2010                                                 |
| Abilene Christian (1963/2013)    | 1       | 1968                                                       |
| New Orleans (2013)               | 1       | 2017                                                       |
| Southeastern Louisiana (1997)    | 1       | 2006                                                       |
| Texas A&M–Corpus Christi (2006)  | 1       | 2007                                                       |
| Texas State (1987))              | 1       | 1999                                                       |
| Central Arkansas (2006)          | 1       | 2018                                                       |
| Houston Christian (2013)         | 0       | —                                                          |
| Incarnate Word (2013)            | 0       | —                                                          |
| Oral Roberts (2012)              | 0       | —                                                          |
| East Texas A&M (2022)            | 0       | —                                                          |
| UTRGV (2024)                     | 0       | —                                                          |